# Nandidae
Famille
Bien que cette famille de poissons soit reconnue par ITIS et FishBase, son contenu n'est pas le même en fonction des auteurs.

## Liste des genres
Selon ITIS :
- genre Badis Bleeker, 1854  (placé par FishBase sous Badidae)
- genre Dario Kullander et Britz, 2002  (placé par FishBase sous Badidae)
- genre Nandus Valenciennes in Cuvier et Valenciennes, 1831
- genre Pristolepis Jerdon, 1849

Selon FishBase :
- genre Afronandus (placé par ITIS sous Polycentridae)
- genre Nandus
- genre Polycentropsis (placé par ITIS sous Polycentridae)
- genre Pristolepis